# دواين ميتشل
دواين ميتشل (بالإنجليزية: Dwayne Mitchell)‏ مواليد 24 أغسطس 1982 في نيو أورلينز، هو لاعب كرة سلة أمريكي. بدأ مسيرته الاحترافية في سنة 2006. يلعب في الدوري السويدي لكرة السلة. يبلغ طوله 6 قدم 5 بوصة (2.0 م). لعب كرة السلة الجامعية في جامعة أوبرن.

## المسيرة الاحترافية
لعب مع آيوا إنرجي في موسم 2007–2008، ثم لعب مع بروس باسكتس في الدوري الألماني في سنة 2008، ثم لعب مع لوس أنجلوس ديفيندرز في موسم 2008–2009.

## روابط خارجية
- دواين ميتشل على موقع كرة السلة الأوروبية.كوم (الإنجليزية)
- دواين ميتشل على موقع كلية كرة السلة في سبورتس رفرنس.كوم (الإنجليزية)
- دواين ميتشل على موقع ريلجم (الإنجليزية)
- دواين ميتشل على موقع بروبوليرز (الإنجليزية)
- دواين ميتشل على موقع سبورتس رفرنس (الإنجليزية)
- دواين ميتشل على موقع سبورتس رفرنس (الإنجليزية)